# تي-كوفي
تي-كوفي T-coffee (بالإنجليزية: Tree-based Consistency Objective Function For alignment Evaluation)‏
هو مجموعة من الأدوات للحوسبة تتيح مقارنة عدة سلاسل بيولوجية؛ مثل: (بروتينات,DNA,RNA).
يتم استخدامه لتحديد الاماكن المهمة في السلسلة ومناطق المحاذاة، ولإيجاد الاحماض الامينية التي لا تسمح بحدوث الطفرات، لديه ميزات متقدمة لتقييم نوعية المقارنة 
و القدرة على تحديد حدوث (motifs(Mocca,و كل ذلك يتم بتحديد السلسلة اولا من برمجية FASTA و هي الأكثر استخداماً.
وهناك خاصية هامة يوفرها وهي قدرته على الجمع بين أساليب مختلفة وأنواع البيانات المختلفة.
له العديد من التطبيقات :
Expresso and 3D-Coffee, R-Coffee , M-coffee, Pro-coffee و غيرها.

## كيفية الاستخدام
نقوم بفتح البرنامج واختيار نوع التطبيق المطلوب وبعدها نقوم بوضع السلاسل البيولوجية التي نود مقارنتها.
كيفية معاينة النتيجة
النتيجة ستظهر السلاسل البيولوجية بألوان تحدد مناطق المحاذاة، شدة التطابق بينها يتم معيانتها حسب الالوان
BAD : بنفسجي-اخضر
AVG : اصفر
GOOD : احمر

## المرجع
1. ↑  وصلة مرجع: https://github.com/cbcrg/tcoffee. الوصول: 18 سبتمبر 2019.
2. ↑  "What is T-Coffee?". اطلع عليه بتاريخ 2024-03-01.

http://www.tcoffee.org/